# Omphalotaceae
Omphalotaceae Besl & Bresinsky – rodzina grzybów z rzędu pieczarkowców (Agaricales).

## Systematyka
Rodzinę tę do taksonomii grzybów wprowadzili Andreas Bresinsky i Helmut Besl w 1985 r. Należą do niej rodzaje:
- Anthracophyllum Ces. 1879
- Collybiopsis (J. Schröt.) Earle 1909
- Connopus R.H. Petersen 2010
- Gymnopus (Pers.) Gray 1821 – łysostopek
- Gymnopanella Sand.-Leiva, J.V. McDonald & Thorn 2016
- Hymenoporus Tkalcec, Mešic & Chun Y. Deng 2015
- Lentinula Earle 1909 – twardnik
- Marasmiellus Murrill 1915 – twardziaczek
- Mycetinis Earle 1909
- Neonothopanus R.H. Petersen & Krisai 1999
- Omphalotus Fayod 1889
- Paragymnopus J.S. Oliveira 2019
- Paramycetinis R.H. Petersen 2020
- Pseudomarasmius R.H. Petersen & K.W. Hughes 2020
- Pusillomyces J.S. Oliveira 2019
- Rhodocollybia Singer 1939 – monetnica

Polskie nazwy na podstawie pracy Władysława Wojewody z 2003 r.